# Limavady
Limavady est une ville du comté de Londonderry en Irlande du Nord.
La population était de 12 135 habitants en 2001. Elle a doublé entre 1971 et 2001. La ville est située à environ 20 km à l'est de Londonderry.

## Jumelage
- Vigneux-sur-Seine (France)

## Personnalités liées à la ville
- Mary Balfour (fl. 1789-1810), poétesse irlandaise, est née à Limavady.